# Taça de Portugal 1942/43
Die Taça de Portugal 1942/43 war die fünfte Austragung des portugiesischen Pokalwettbewerbs. Er wurde vom portugiesischen Fußballverband ausgetragen. Das Finale fand am 20. Juni 1943 im Estádio José Manuel Soares von Lissabon statt. Pokalsieger wurde Benfica Lissabon.
Alle Begegnungen wurden in einem Spiel ausgetragen. Bei unentschiedenem Ausgang gab es ein Wiederholungsspiel.

## Teilnehmende Teams
| Primeira Divisão (10) | Segunda Divisão (6)                                                                            |
| --- | ---------------------------------------------------------------------------------------------- |
| - Académica de Coimbra - Belenenses Lissabon - Benfica Lissabon - Leixões SC - SC Olhanense - FC Porto - Sporting Lissabon - CF Unidos - Unidos FC Barreiro - Vitória Guimarães | - FC Barreirense - Leça FC - Lusitano VRSA - AD Sanjoanense - Sporting Braga - Vitória Setúbal |

## Achtelfinale
|                     | Ergebnis |                      |
| ------------------- | -------- | -------------------- |
| Belenenses Lissabon | 5:0      | Académica de Coimbra |
| Benfica Lissabon    | 7:1      | Vitória Guimarães    |
| FC Barreirense      | 4:2      | Leça FC              |
| FC Porto            | 15:10    | AD Sanjoanense       |
| Sporting Lissabon   | 4:1      | SC Olhanense         |
| Unidos FC Barreiro  | 7:1      | Lusitano VRSA        |
| CF Unidos           | 4:0      | Sporting Braga       |
| Vitória Setúbal     | 2:1      | Leixões SC           |

## Viertelfinale
|                    | Ergebnis |                     |
| ------------------ | -------- | ------------------- |
| Benfica Lissabon   | 5:2      | CF Unidos           |
| Unidos FC Barreiro | 0:2      | FC Porto            |
| Sporting Lissabon  | 1:0      | Belenenses Lissabon |
| Vitória Setúbal    | 2:1      | FC Barreirense      |

## Halbfinale
|                   | Ergebnis |                  |
| ----------------- | -------- | ---------------- |
| Vitória Setúbal   | 7:0      | FC Porto         |
| Sporting Lissabon | 2:3      | Benfica Lissabon |

## Finale
| Paarung          | Benfica Lissabon – Vitória Setúbal |
| Ergebnis         | 5:1 (3:0) |
| Datum            | 20. Juli 1943 |
| Stadion          | Estádio José Manuel Soares, Lissabon |
| Schiedsrichter   | Araújo Correia |
| Tore             | 1:0 Rogério Pipi (12.) 2:0 Manuel da Costa (23.) 3:0 Julinho (32.) 3:1 Amador (58.) 4:1 Armindo (75.) 5:1 Julinho (88.)                                                                                                   |
| Benfica Lissabon | António Martins – Álvaro Gaspar Pinto, Francisco Ferreira – César Ferreira, Joaquim Alcobia, Rogério Pipi, Manuel Jordão, Manuel da Costa – Joaquim Teixeira, Francisco Pires, Julinho. Cheftrainer: János Biri ( Ungarn) |
| Vitória Setúbal  | Indalécio – Montés, Armindo, Joaquim Pacheco – Francisco Júlio, Passos, Rogério Cruz, António Figueiredo – Aníbal Rendas, João Nunes, Amador. Cheftrainer: Armando Martins                                                |